# Vanessa Boutrouille

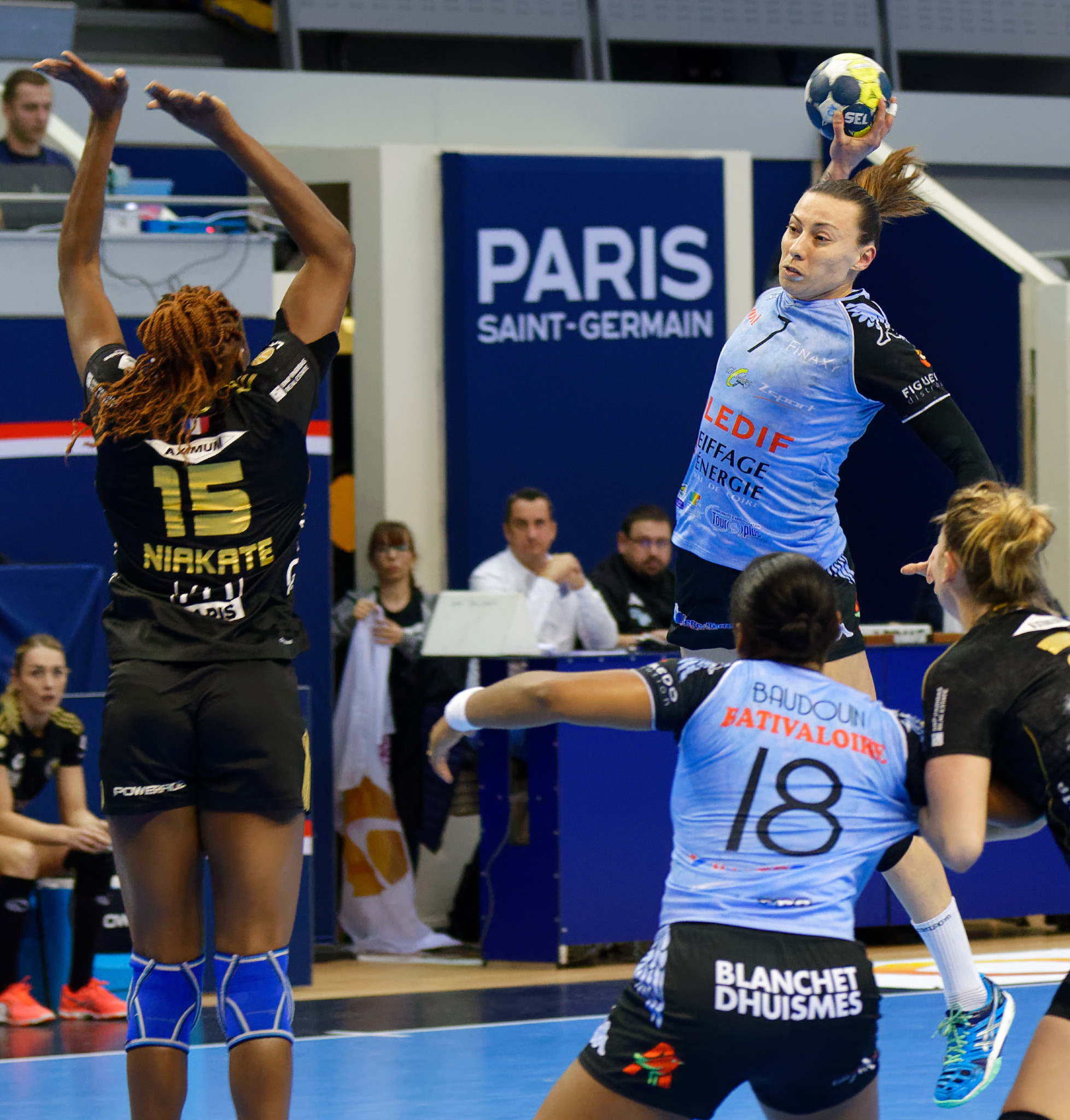
Vanessa Boutrouille, le 26 février 2017.

Vanessa Boutrouille est une handballeuse française, née le 13 août 1988 à Cambrai. Elle évolue au poste d'arrière gauche.

## Biographie
En 2015, elle s'engage avec Le Havre AC Handball avant que le contrat ne soit finalement annulé après la relégation du club en deuxième division. Elle prolonge alors pour deux saisons supplémentaires avec Chambray.
En fin de saison 2015-2016, ses belles prestations avec le Chambray TH lui permettent d'être nommée pour le titre de meilleure joueuse de deuxième division. Elle remporte finalement simplement le trophée de la meilleure arrière gauche.
Après la promotion du club chambraysien, second du championnat de deuxième division 2015-2016, elle découvre l'élite du handball féminin durant la saison 2016-2017. Malgré le début de saison difficile du Chambray, elle réalise de bonnes performances individuelles qui lui valent d'être nommée à l'élection de la joueuse du mois de novembre 2017.
Pour la saison 2018-2019, après sept saisons à Chambray, elle s'engage avec Nantes Atlantique. Finalement peu utilisée dans le club ligérien, elle vit une saison frustrante et quitte le club après une saison.
À l'été 2019, elle rejoint Celles-sur-Belle, en deuxième division.

## Palmarès
- Vainqueur du Championnat de France de division 2 en 2021 et 2022